# Selenops gracilis
Espèce
Selenops gracilis est une espèce d'araignées aranéomorphes de la famille des Selenopidae.

## Distribution
Cette espèce est endémique du Mexique. Elle se rencontre au Michoacán, au Guerrero et au Guanajuato,.

## Description
Le mâle décrit par Crews en 2011 mesure 10,63 mm et la femelle 12,30 mm.

## Publication originale
- Muma, 1953 : A study of the spider family Selenopidae in North America, Central America, and the West Indies. American Museum novitates, no 1619, p. 1-55 (texte intégral).